# Puchar Azji w Piłce Nożnej 2023 (eliminacje)
Eliminacje do Pucharu Azji w Piłce Nożnej 2023 – rozgrywki mające na celu wyłonienie 24 zespołów, które uzyskają awans do turnieju finałowego. Dwie pierwsze rundy eliminacji do Pucharu Azji są jednocześnie częścią eliminacji do Mistrzostw Świata w Piłce Nożnej 2022 dla strefy AFC.

## Uczestnicy
Podział został dokonany na podstawie rankingu FIFA z kwietnia 2019.
| Miejsca 1-34 Zespoły zaczynają od drugiej rundy. | Miejsca 1-34 Zespoły zaczynają od drugiej rundy. | Miejsce 35-46 Zespoły zaczynają od pierwszej rundy.                                                                                         |
| --- | --- | --- |
| 1. Iran 2. Japonia 3. Korea Południowa 4. Australia 5. Katar 6. Zjednoczone Emiraty Arabskie 7. Arabia Saudyjska 8. Chiny 9. Irak 10. Syria 11. Uzbekistan 12. Liban 13. Oman 14. Kirgistan 15. Jordania 16. Wietnam 17. Palestyna | 1. Indie 2. Bahrajn 3. Tajlandia 4. Tadżykistan 5. Korea Północna 6. Filipiny 7. Chińskie Tajpej 8. Turkmenistan 9. Mjanma 10. Hongkong 11. Jemen 12. Afganistan 13. Malediwy 14. Kuwejt 15. Indonezja 16. Singapur 17. Nepal | 1. Malezja 2. Kambodża 3. Makau 4. Laos 5. Bhutan 6. Mongolia 7. Bangladesz 8. Guam 9. Brunei 10. Timor Wschodni 11. Pakistan 12. Sri Lanka |

## Terminarz
Terminarz rozgrywek jest następujący:
| Runda          | Faza           | Termin          |
| -------------- | -------------- | --------------- |
| Pierwsza runda | Pierwsze mecze | 6 czerwca 2019  |
| Pierwsza runda | Rewanże        | 11 czerwca 2019 |

| Runda       | Nr kolejki | Termin                                       |
| ----------- | ---------- | -------------------------------------------- |
| Druga runda | 1.         | 5 września 2019                              |
| Druga runda | 2.         | 10 września 2019                             |
| Druga runda | 3.         | 10 października 2019                         |
| Druga runda | 4.         | 15 października 2019                         |
| Druga runda | 5.         | 14 listopada 2019                            |
| Druga runda | 6.         | 19 listopada 2019                            |
| Druga runda | 7.         | 25 marca, 28 maja i 3 czerwca 2021           |
| Druga runda | 8.         | 4 grudnia 2020, 30 marca, 7 i 9 czerwca 2021 |
| Druga runda | 9.         | 30 marca, 30 maja i 11 czerwca 2021          |
| Druga runda | 10.        | 13 i 15 czerwca 2021                         |

| Runda          | Nr kolejki     | Termin               |
| -------------- | -------------- | -------------------- |
| Runda play-off | Pierwsze mecze | 7 września 2021      |
| Runda play-off | Drugie mecze   | 12 października 2021 |
| Trzecia runda  | 1.             | 8 czerwca 2022       |
| Trzecia runda  | 2.             | 11 czerwca 2022      |
| Trzecia runda  | 3.             | 14 czerwca 2022      |

## Pierwsza runda
W pierwszej rundzie 12 najniżej notowanych drużyn według rankingu FIFA z kwietnia 2019 zagra dwumecz w sześciu rozlosowanych parach. Zwycięzcy dwumeczów uzyskają awans do drugiej rundy.

### Losowanie
Losowanie odbyło się 17 kwietnia 2019 w Kuala Lumpur. Drużyny z pierwszego koszyka są gospodarzami pierwszego meczu.
| Koszyk A                                                                                          | Koszyk B |
| ------------------------------------------------------------------------------------------------- | --- |
| 1. Malezja (168) 2. Kambodża (173) 3. Makau (183) 4. Laos (184) 5. Bhutan (186) 6. Mongolia (187) | 1. Bangladesz (188) 2. Guam (193) 3. Brunei (194) 4. Timor Wschodni (195) 5. Pakistan (200) 6. Sri Lanka (202) |

Pogrubioną czcionką reprezentacje, które przeszły do drugiej rundy.

### Mecze
| 6 czerwca 2019 11:00 CET | Mongolia · Tsedenbal 10' · Nyam-Osor 69' | 2:0(1:0)Raport | Brunei | MFF Football Centre, Ułan Bator Widzów: 1 685 Sędzia: Pranjal Banerjee |
|                          |                                          |                |        |                                                                        |

| 11 czerwca 2019 14:15 CET | Brunei · Rmlli 4', 34' | 2:1(2:0)Raport | Mongolia · 47' (k.) Tsedenbal | Hassanal Bolkiah National Stadium, Bandar Seri Begawan Widzów: 17 210 Sędzia: Ahmad Yacoub Ibrahim |
|                           |                        |                |                               | |

- Mongolia wygrała w dwumeczu 3-2 i awansowała do drugiej rundy.

| 6 czerwca 2019 13:30 CET | Makau · Filipe Duarte 52' | 1:0(0:0)Raport | Sri Lanka | Zhuhai Sports Center Stadium, Zhuhai (Chiny) Widzów: 901 Sędzia: Kim Dae-yong |
|                          |                           |                |           |                                                                               |

| 11 czerwca 2019 12:00 CET | Sri Lanka | 3:0 (wo.)Raport | Makau | Sugathadasa Stadium, Kolombo Sędzia: Çarymyrat Kurbanow |
|                           |           |                 |       |                                                         |

- Sri Lanka wygrała w dwumeczu 3-1 i awansowała do drugiej rundy

| 6 czerwca 2019 13:30 CET | Laos | 0:1(0:0)Raport | Bangladesz · 71' Hasan | Nowy Stadion Narodowy Laosu, Wientian Widzów: 4 572 Sędzia: Ho Wai Sing |
|                          |      |                |                        |                                                                         |

| 11 czerwca 2019 15:00 CET | Bangladesz | 0:0Raport | Laos | Stadion Narodowy Bangabandhu, Dhaka Widzów: 7 453 Sędzia: Timur Faizullin |
|                           |            |           |      |                                                                           |

- Bangladesz wygrał w dwumeczu 1-0 i awansował do drugiej rundy.

| 7 czerwca 2019 14:45 CET | Malezja · Corbing-Ong 12' · Shahrel Fikri 23' · Talaha 43' · Safawi 45+1', 59' · Nasir 78' · Rashid 89' | 7:1(4:0)Raport | Timor Wschodni · 52' João Pedro | Stadion Narodowy Bukit Jalil, Kuala Lumpur Widzów: 4 244 Sędzia: Sherzod Kasimov |
|                          | |                |                                 |                                                                                  |

| 11 czerwca 2019 14:45 CET | Timor Wschodni · Walter Gama 72' | 1:5(0:3)Raport | Malezja · 10', 17', 64' Shahrel Fikri · 37' Sumareh · 55' Rashid | Stadion Narodowy Bukit Jalil, Kuala Lumpur Widzów: 12 776 Sędzia: Yusuke Araki |
|                           |                                  |                |                                                                  |                                                                                |

- Malezja wygrała w dwumeczu 12-2 i awansowała do drugiej rundy.

| 6 czerwca 2019 13:30 CET | Kambodża · Chanthea 81' · Sokumpheak 84' | 2:0(0:0)Raport | Pakistan | Stadion Olimpijski w Phnom Penh, Phnom Penh Widzów: 33 706 Sędzia: Shaun Evans |
|                          |                                          |                |          |                                                                                |

| 11 czerwca 2019 18:00 CET | Pakistan · Bashir 18' (k.) | 1:2(1:0)Raport | Kambodża · 64' Sath · 89' Bunheing | Stadion Al-Ahli w Ad-Dausze, Doha (Katar) Widzów: 300 Sędzia: Hanna Hattab |
|                           |                            |                |                                    |                                                                            |

- Kambodża wygrała w dwumeczu 4-1 i awansowała do drugiej rundy.

| 6 czerwca 2019 14:00 CET | Bhutan · Dorji 35' | 1:0(1:0)Raport | Guam | Changlimithang, Thimphu Widzów: 8 000 Sędzia: Omar Al-Yaqoubi |
|                          |                    |                |      |                                                               |

| 11 czerwca 2019 07:15 CET | Guam · Lagutang 23' · Cunliffe 27', 82', 90+4' · Malcolm 51' | 5:0(2:0)Raport | Bhutan | Guam Football Association National Training Center, Dededo Widzów: 1 029 Sędzia: Yu Ming-hsun |
|                           |                                                              |                |        |                                                                                               |

- Guam wygrało w dwumeczu 5-1 i awansowało do drugiej rundy.

## Druga runda
W tej rundzie bierze udział 6 zespołów z poprzedniej rundy oraz 34 najwyżej notowane zespoły strefy AFC według rankingu FIFA z kwietnia 2019. Zostały one podzielone na osiem grup, liczących po pięć zespołów. Zwycięzcy grup oraz pięć najlepszych zespołów z drugich miejsc zapewniają sobie awans do Pucharu Azji 2023. Pozostałe drużyny z drugich miejsc, wszystkie drużyny, które zajęły trzecie i czwarte miejsca w swoich grupach oraz 3 najlepsze z piątych miejsc zagrają w trzeciej, decydującej rundzie eliminacji. Reszta drużyn z piątych miejsc zagrają w dodatkowej dwustopniowej fazie play-off, gdzie mecze rozgrywane będą systemem mecz i rewanż. W ten sposób wyłonione zostały ostatnie dwie drużyny, które wezmą udział w trzeciej rundzie eliminacji.

### Losowanie
Losowanie zostało przeprowadzone 17 kwietnia 2019 roku razem z losowaniem pierwszej rundy.
| Koszyk 1 | Koszyk 2 | Koszyk 3 | Koszyk 4 | Koszyk 5 |
| --- | --- | --- | --- | --- |
| 1. Iran (20) 2. Japonia (28) 3. Korea Południowa (37) 4. Australia (43) 5. Katar (55) 6. Zjednoczone Emiraty Arabskie (67) 7. Arabia Saudyjska (69) 8. Chiny (73) | 1. Irak (77) 2. Uzbekistan (82) 3. Syria (85) 4. Oman (86) 5. Liban (86) 6. Kirgistan (95) 7. Wietnam (96) 8. Jordania (98) | 1. Palestyna (100) 2. Indie (101) 3. Bahrajn (110) 4. Tajlandia (116) 5. Tadżykistan (120) 6. Korea Północna (122) 7. Chińskie Tajpej (126) 8. Filipiny (126) | 1. Turkmenistan (135) 2. Mjanma (148) 3. Hongkong (141) 4. Jemen (144) 5. Afganistan (149) 6. Malediwy (151) 7. Kuwejt (156) 8. Malezja (159) | 1. Indonezja (160) 2. Singapur (162) 3. Nepal (165) 4. Kambodża (169) 5. Bangladesz (183) 6. Mongolia (187) 7. Guam (190) 8. Sri Lanka (201) |

Legenda:
- Msc. – miejsce,
- M – liczba rozegranych meczów,
- W – mecze wygrane,
- R – mecze zremisowane,
- P – mecze przegrane,
- Br+ – bramki zdobyte,
- Br- – bramki stracone,
- Pkt. – punkty (3 za zwycięstwo, 1 za remis, 0 za porażkę)

### Grupa A
| Lp. | Drużyna  | M | Mecze | Mecze | Mecze | Bramki | Bramki | Bramki | Pkt |
| Lp. | Drużyna  | M | W     | R     | P     | +      | −      | +/−    | Pkt |
| --- | -------- | - | ----- | ----- | ----- | ------ | ------ | ------ | --- |
| 1.  | Syria    | 8 | 7     | 0     | 1     | 22     | 7      | +15    | 21  |
| 2.  | Chiny    | 8 | 6     | 1     | 1     | 30     | 3      | +27    | 19  |
| 3.  | Filipiny | 8 | 3     | 2     | 3     | 12     | 11     | +1     | 11  |
| 4.  | Malediwy | 8 | 2     | 1     | 5     | 7      | 20     | −13    | 7   |
| 5.  | Guam     | 8 | 0     | 0     | 8     | 2      | 32     | −30    | 0   |

### Grupa B
| Lp. | Drużyna         | M | Mecze | Mecze | Mecze | Bramki | Bramki | Bramki | Pkt |
| Lp. | Drużyna         | M | W     | R     | P     | +      | −      | +/−    | Pkt |
| --- | --------------- | - | ----- | ----- | ----- | ------ | ------ | ------ | --- |
| 1.  | Australia       | 8 | 8     | 0     | 0     | 28     | 2      | +26    | 24  |
| 2.  | Kuwejt          | 8 | 4     | 2     | 2     | 19     | 7      | +12    | 14  |
| 3.  | Jordania        | 8 | 4     | 2     | 2     | 13     | 3      | +10    | 14  |
| 4.  | Nepal           | 8 | 2     | 0     | 6     | 4      | 22     | −18    | 6   |
| 5.  | Chińskie Tajpej | 8 | 0     | 0     | 8     | 4      | 34     | −30    | 0   |

### Grupa C
| Lp. | Drużyna  | M | Mecze | Mecze | Mecze | Bramki | Bramki | Bramki | Pkt |
| Lp. | Drużyna  | M | W     | R     | P     | +      | −      | +/−    | Pkt |
| --- | -------- | - | ----- | ----- | ----- | ------ | ------ | ------ | --- |
| 1.  | Iran     | 8 | 6     | 0     | 2     | 34     | 4      | +30    | 18  |
| 2.  | Irak     | 8 | 5     | 2     | 1     | 14     | 4      | +10    | 17  |
| 3.  | Bahrajn  | 8 | 4     | 3     | 1     | 15     | 4      | +11    | 15  |
| 4.  | Hongkong | 8 | 1     | 2     | 5     | 4      | 13     | −9     | 5   |
| 5.  | Kambodża | 8 | 0     | 1     | 7     | 2      | 44     | −42    | 1   |

### Grupa D
| Lp. | Drużyna          | M | Mecze | Mecze | Mecze | Bramki | Bramki | Bramki | Pkt |
| Lp. | Drużyna          | M | W     | R     | P     | +      | −      | +/−    | Pkt |
| --- | ---------------- | - | ----- | ----- | ----- | ------ | ------ | ------ | --- |
| 1.  | Arabia Saudyjska | 8 | 6     | 2     | 0     | 22     | 4      | +18    | 20  |
| 2.  | Uzbekistan       | 8 | 5     | 0     | 3     | 18     | 9      | +9     | 15  |
| 3.  | Palestyna        | 8 | 3     | 1     | 4     | 10     | 10     | 0      | 10  |
| 4.  | Singapur         | 8 | 2     | 1     | 5     | 7      | 22     | −15    | 7   |
| 5.  | Jemen            | 8 | 1     | 2     | 5     | 6      | 18     | −12    | 5   |

### Grupa E
| Lp. | Drużyna    | M | Mecze | Mecze | Mecze | Bramki | Bramki | Bramki | Pkt |
| Lp. | Drużyna    | M | W     | R     | P     | +      | −      | +/−    | Pkt |
| --- | ---------- | - | ----- | ----- | ----- | ------ | ------ | ------ | --- |
| 1.  | Katar      | 8 | 7     | 1     | 0     | 18     | 1      | +17    | 22  |
| 2.  | Oman       | 8 | 6     | 0     | 2     | 16     | 6      | +10    | 18  |
| 3.  | Indie      | 8 | 1     | 4     | 3     | 6      | 7      | −1     | 7   |
| 4.  | Afganistan | 8 | 1     | 3     | 4     | 5      | 15     | −10    | 6   |
| 5.  | Bangladesz | 8 | 0     | 2     | 6     | 3      | 19     | −16    | 2   |

### Grupa F
| Lp. | Drużyna     | M | Mecze | Mecze | Mecze | Bramki | Bramki | Bramki | Pkt |
| Lp. | Drużyna     | M | W     | R     | P     | +      | −      | +/−    | Pkt |
| --- | ----------- | - | ----- | ----- | ----- | ------ | ------ | ------ | --- |
| 1.  | Japonia     | 8 | 8     | 0     | 0     | 46     | 2      | +44    | 24  |
| 2.  | Tadżykistan | 8 | 4     | 1     | 3     | 14     | 12     | +2     | 13  |
| 3.  | Kirgistan   | 8 | 3     | 1     | 4     | 19     | 12     | +7     | 10  |
| 4.  | Mongolia    | 8 | 2     | 0     | 6     | 3      | 27     | −24    | 6   |
| 5.  | Mjanma      | 8 | 2     | 0     | 6     | 6      | 35     | −29    | 6   |

### Grupa G
| Lp. | Drużyna                      | M | Mecze | Mecze | Mecze | Bramki | Bramki | Bramki | Pkt |
| Lp. | Drużyna                      | M | W     | R     | P     | +      | −      | +/−    | Pkt |
| --- | ---------------------------- | - | ----- | ----- | ----- | ------ | ------ | ------ | --- |
| 1.  | Zjednoczone Emiraty Arabskie | 8 | 6     | 0     | 2     | 23     | 7      | +16    | 18  |
| 2.  | Wietnam                      | 8 | 5     | 2     | 1     | 13     | 5      | +8     | 17  |
| 3.  | Malezja                      | 8 | 4     | 0     | 4     | 10     | 12     | −2     | 12  |
| 4.  | Tajlandia                    | 8 | 2     | 3     | 3     | 9      | 9      | 0      | 9   |
| 5.  | Indonezja                    | 8 | 0     | 1     | 7     | 5      | 27     | −22    | 1   |

### Grupa H
16 maja 2021 AFC poinformało, że Korea Północna wycofała się z eliminacji z powodu obaw związanych z pandemią COVID-19, w wyniku czego wyniki meczów rozegranych przeciwko Korei Północnej zostały unieważnione a mecze nierozegrane odwołane.
| Lp. | Drużyna          | M | Mecze | Mecze | Mecze | Bramki | Bramki | Bramki | Pkt |
| Lp. | Drużyna          | M | W     | R     | P     | +      | −      | +/−    | Pkt |
| --- | ---------------- | - | ----- | ----- | ----- | ------ | ------ | ------ | --- |
| 1.  | Korea Południowa | 6 | 5     | 1     | 0     | 22     | 1      | +21    | 16  |
| 2.  | Liban            | 6 | 3     | 1     | 2     | 11     | 8      | +3     | 10  |
| 3.  | Turkmenistan     | 6 | 3     | 0     | 3     | 8      | 11     | −3     | 9   |
| 4.  | Sri Lanka        | 6 | 0     | 0     | 6     | 2      | 23     | −21    | 0   |

### Klasyfikacja drużyn z drugich miejsc
Po wycofaniu się Korei Północnej drużynom z drugich miejsc odjęto punkty zdobyte z ostatnimi drużynami w tabeli.
Do sklasyfikowania drużyn z drugich miejsc przyjęto następujące kryteria:
1. Zdobyte punkty w drugiej rundzie
2. Różnica bramek
3. Bramki strzelone
4. Dodatkowy mecz na neutralnym terenie (tylko jeśli FIFA wyrazi zgodę na jego rozegranie)

| Gr. | Zespół      | M | W | R | P | Br+ | Br- | +/- | Pkt |
| --- | ----------- | - | - | - | - | --- | --- | --- | --- |
| A   | Chiny       | 6 | 4 | 1 | 1 | 16  | 3   | +13 | 13  |
| E   | Oman        | 6 | 4 | 0 | 2 | 9   | 5   | +4  | 12  |
| C   | Irak        | 6 | 3 | 2 | 1 | 6   | 3   | +3  | 11  |
| G   | Wietnam     | 6 | 3 | 2 | 1 | 6   | 4   | +2  | 11  |
| H   | Liban       | 6 | 3 | 1 | 2 | 11  | 8   | +3  | 10  |
| F   | Tadżykistan | 6 | 3 | 1 | 2 | 7   | 8   | -1  | 10  |
| D   | Uzbekistan  | 6 | 3 | 0 | 3 | 12  | 9   | +3  | 9   |
| B   | Kuwejt      | 6 | 2 | 2 | 2 | 8   | 6   | +2  | 8   |

### Klasyfikacja drużyn z piątych miejsc
Do sklasyfikowania drużyn z piątych miejsc przyjęto następujące kryteria:
1. Zdobyte punkty w drugiej rundzie
2. Różnica bramek
3. Bramki strzelone
4. Dodatkowy mecz na neutralnym terenie (tylko jeśli FIFA wyrazi zgodę na jego rozegranie)

| Gr. | Zespół          | M | W | R | P | Br+ | Br- | +/- | Pkt |
| --- | --------------- | - | - | - | - | --- | --- | --- | --- |
| F   | Mjanma          | 8 | 2 | 0 | 6 | 6   | 35  | -29 | 6   |
| D   | Jemen           | 8 | 1 | 2 | 5 | 6   | 18  | -12 | 5   |
| E   | Bangladesz      | 8 | 0 | 2 | 6 | 3   | 19  | -13 | 2   |
| G   | Indonezja       | 8 | 0 | 1 | 7 | 5   | 27  | -22 | 1   |
| C   | Kambodża        | 8 | 0 | 1 | 7 | 2   | 44  | -42 | 1   |
| B   | Chińskie Tajpej | 8 | 0 | 0 | 8 | 4   | 34  | -30 | 0   |
| A   | Guam            | 8 | 0 | 0 | 8 | 2   | 32  | -30 | 0   |

## Runda play-off
Runda play-off będzie składać się z dwóch rund w systemie mecz i rewanż, które wyłonią dwa zespoły, które będą dalej uczestniczyć w eliminacjach.
| 9 października 2021 19:30 CEST | Guam | 0:1(0:1)Raport | Kambodża · 26' Vathanaka | Khalifa Sports City Stadium, Madinat Isa (Bahrajn) Widzów: 0 Sędzia: Hussein Abo Yehia |
|                                |      |                |                          |                                                                                        |

| 12 października 2021 17:30 CEST | Kambodża · Suhana 51' · Sokpheng 56' | 2:1(0:1)Raport | Guam · 36' Mendiola | Khalifa Sports City Stadium, Madinat Isa (Bahrajn) Widzów: 0 Sędzia: Ismaeel Habib |
|                                 |                                      |                |                     |                                                                                    |

- Kambodża wygrała w dwumeczu 3–1 i awansowała do trzeciej rundy.

| 7 października 2021 14:00 CEST | Indonezja · Rumakiek 16' · Dimas 48' | 2:1(1:0)Raport | Chińskie Tajpej · 90' Hsu Heng-pin | New I-Mobile Stadium, Buri Ram (Tajlandia) Widzów: 0 Sędzia: Payam Heydari |
|                                |                                      |                |                                    |                                                                            |

| 11 października 2021 15:00 CEST | Chińskie Tajpej | 0:3(0:1)Raport | Indonezja · 26' Maulana · 55' Kambuaya · 90+3' Sulaeman | New I-Mobile Stadium, Buri Ram (Tajlandia) Widzów: 0 Sędzia: Mohammad Arafah |
|                                 |                 |                |                                                         |                                                                              |

- Indonezja wygrała w dwumeczu 5–1 i awansowała do trzeciej rundy.

## Trzecia runda
W trzeciej rundzie będą uczestniczyć 24 zespoły, które zostaną podzielone na sześć grup. Z każdej grupy awans uzyskają zespoły z pierwszego miejsca każdej z grup oraz pięć najlepszych drużyn z drugich miejsc, co daje łącznie 11 miejsc premiowanych awansem do Pucharu Azji 2023. Wszystkie mecze odbędą się w jednym wybranym kraju z danej grupy. Każdy zespół rozegra z każdym jeden mecz.

### Losowanie
Losowanie zostało przeprowadzone 17 kwietnia 2019 roku razem z losowaniem pierwszej rundy.
| Koszyk 1 | Koszyk 2 | Koszyk 3 | Koszyk 4 |
| --- | --- | --- | --- |
| 1. Uzbekistan (85) (gosp.) 2. Bahrajn (89) 3. Jordania (90) 4. Kirgistan (96) (gosp.) 5. Palestyna (100) 6. Indie (104) (gosp.) | 1. Tajlandia (112) 2. Tadżykistan (115) 3. Filipiny (129) 4. Turkmenistan (134) 5. Kuwejt (143) (gosp.) 6. Hongkong (148) | 1. Afganistan (150) 2. Jemen (151) 3. Mjanma (152) 4. Malezja (154) (gosp.) 5. Malediwy (157) 6. Indonezja (160) | 1. Singapur (161) 2. Nepal (167) 3. Kambodża (171) 4. Mongolia (184) (gosp.) 5. Bangladesz (186) 6. Sri Lanka (204) |

Legenda:
- Msc. – miejsce,
- M – liczba rozegranych meczów,
- W – mecze wygrane,
- R – mecze zremisowane,
- P – mecze przegrane,
- Br+ – bramki zdobyte,
- Br- – bramki stracone,
- Pkt. – punkty (3 za zwycięstwo, 1 za remis, 0 za porażkę)

### Grupa A
| Lp. | Drużyna   | M | Mecze | Mecze | Mecze | Bramki | Bramki | Bramki | Pkt |
| Lp. | Drużyna   | M | W     | R     | P     | +      | −      | +/−    | Pkt |
| --- | --------- | - | ----- | ----- | ----- | ------ | ------ | ------ | --- |
| 1.  | Jordania  | 3 | 3     | 0     | 0     | 6      | 0      | +6     | 9   |
| 2.  | Indonezja | 3 | 2     | 0     | 1     | 9      | 2      | +7     | 6   |
| 3.  | Kuwejt    | 3 | 1     | 0     | 2     | 5      | 6      | −1     | 3   |
| 4.  | Nepal     | 3 | 0     | 0     | 3     | 1      | 13     | −12    | 0   |

Mecze
| 8 czerwca 2022 | Kuwejt          | 1:2   | Indonezja                   |                                                                       |
| 18:15 CEST     | as-Sulajman 41' | (1:1) | 44' (k.) Klok · 46' Irianto | Jaber Al-Ahmad Stadium, Kuwejt Widzów: 6 100 Sędzia: Nasrullo Kabirov |

| 8 czerwca 2022 | Jordania                           | 2:0   | Nepal |                                                                      |
| 21:15 CEST     | Olwan 69' · Al-Dararadreh 82' (k.) | (0:0) |       | Jaber Al-Ahmad Stadium, Kuwejt Widzów: 1 262 Sędzia: Chae Sang-hyeop |

| 11 czerwca 2022 | Nepal           | 1:4   | Kuwejt                                                |                                                                        |
| 18:15 CEST      | D. Gurung 90+4' | (0:1) | 28' Al-Rashidi · 48', 70' as-Sulajman · 73' Al-Faneni | Jaber Al-Ahmad Stadium, Kuwejt Widzów: 10 360 Sędzia: Pranjal Banerjee |

| 11 czerwca 2022 | Indonezja | 0:1   | Jordania      |                                                                        |
| 21:15 CEST      |           | (0:0) | 48' Al-Naimat | Jaber Al-Ahmad Stadium, Kuwejt Widzów: 2 410 Sędzia: Yaqoob Abdul Baki |

| 14 czerwca 2022 | Jordania                                     | 3:0   | Kuwejt |                                                                                |
| 18:15 CEST      | Olwan 62' · Al-Mardi 89' · Al-Rawabdeh 90+5' | (0:0) |        | Jaber Al-Ahmad Stadium, Kuwejt Widzów: 18 170 Sędzia: Mohd Amirul Izwan Yaacob |

| 14 czerwca 2022 | Indonezja                                                                              | 7:0   | Nepal |                                                                        |
| 21:15 CEST      | Darjad 6' · Sulaeman 43', 81' · Aryanto 54' · Ramdani 55' · Baggott 80' · Ferdinan 90' | (2:0) |       | Jaber Al-Ahmad Stadium, Kuwejt Widzów: 3 145 Sędzia: Hussein Abo Yehia |

### Grupa B
| Lp. | Drużyna   | M | Mecze | Mecze | Mecze | Bramki | Bramki | Bramki | Pkt |
| Lp. | Drużyna   | M | W     | R     | P     | +      | −      | +/−    | Pkt |
| --- | --------- | - | ----- | ----- | ----- | ------ | ------ | ------ | --- |
| 1.  | Palestyna | 3 | 3     | 0     | 0     | 10     | 0      | +10    | 9   |
| 2.  | Filipiny  | 3 | 1     | 1     | 1     | 1      | 4      | −3     | 4   |
| 3.  | Mongolia  | 3 | 1     | 0     | 2     | 2      | 2      | 0      | 3   |
| 4.  | Jemen     | 3 | 0     | 1     | 2     | 0      | 7      | −7     | 1   |

Mecze
| 8 czerwca 2022 | Filipiny | 0:0   | Jemen |                                                                 |
| 06:30 CEST     |          | (0:0) |       | MFF Football Centre, Ułan Bator Widzów: 25 Sędzia: Kim Dae-yong |

| 8 czerwca 2022 | Palestyna        | 1:0   | Mongolia |                                                                         |
| 11:00 CEST     | Dabbagh 85' (k.) | (0:0) |          | MFF Football Centre, Ułan Bator Widzów: 1 828 Sędzia: Shukri Al Hanfosh |

| 11 czerwca 2022 | Mongolia | 0:1   | Filipiny        |                                                                       |
| 06:30 CEST      |          | (0:0) | 90+3' Holtamann | MFF Football Centre, Ułan Bator Widzów: 1 287 Sędzia: Chen Hsin-chuan |

| 11 czerwca 2022 | Jemen | 0:5   | Palestyna                                                                     |                                                                     |
| 11:00 CEST      |       | (0:2) | 14' Dabbagh · 45+2' Bassim · 47' Yameen · 58' Chihadeh · 64' (sam.) Al-Wajeeh | MFF Football Centre, Ułan Bator Widzów: 21 Sędzia: Nazmi Nasaruddin |

| 14 czerwca 2022 | Palestyna                                             | 4:0   | Filipiny |                                                                      |
| 06:30 CEST      | Chihadeh 31' · Seyam 42' · Yameen 55' · Abu Warda 72' | (2:0) |          | MFF Football Centre, Ułan Bator Widzów: 92 Sędzia: Mooud Bonyadifard |

| 14 czerwca 2022 | Jemen | 0:2   | Mongolia           |                                                                          |
| 11:00 CEST      |       | (0:1) | 8', 53' G. Ganbold | MFF Football Centre, Ułan Bator Widzów: 1 567 Sędzia: Dayirbek Abdildaev |

### Grupa C
| Lp. | Drużyna    | M | Mecze | Mecze | Mecze | Bramki | Bramki | Bramki | Pkt |
| Lp. | Drużyna    | M | W     | R     | P     | +      | −      | +/−    | Pkt |
| --- | ---------- | - | ----- | ----- | ----- | ------ | ------ | ------ | --- |
| 1.  | Uzbekistan | 3 | 3     | 0     | 0     | 9      | 0      | +9     | 9   |
| 2.  | Tajlandia  | 3 | 2     | 0     | 1     | 5      | 2      | +3     | 6   |
| 3.  | Malediwy   | 3 | 1     | 0     | 2     | 1      | 7      | −6     | 3   |
| 4.  | Sri Lanka  | 3 | 0     | 0     | 3     | 0      | 6      | −6     | 0   |

Mecze
| 8 czerwca 2022 | Tajlandia                                 | 3:0   | Malediwy |                                                                                |
| 14:00 CEST     | Yooyen 40' · Dangda 45+2' · Hemviboon 80' | (2:0) |          | Stadion Centralny w Namanganie, Namangan Widzów: 1 100 Sędzia: Mohammad Arafah |

| 8 czerwca 2022 | Uzbekistan                                   | 3:0   | Sri Lanka |                                                                                 |
| 17:30 CEST     | Masharipov 36' · Khamdamov 48' · Sayfiev 61' | (1:0) |           | Stadion Centralny w Namanganie, Namangan Widzów: 12 400 Sędzia: Thoriq Alkatiri |

| 11 czerwca 2022 | Sri Lanka | 0:2   | Tajlandia                            |                                                                               |
| 14:00 CEST      |           | (0:1) | 34' Puangchan · 90+5' Kanitsribampen | Stadion Centralny w Namanganie, Namangan Widzów: 570 Sędzia: Khaled Al-Shaqsi |

| 11 czerwca 2022 | Malediwy | 0:4   | Uzbekistan                           |                                                                                 |
| 17:30 CEST      |          | (0:1) | 2', 51', 80' Shomurodov · 86' Urunov | Stadion Centralny w Namanganie, Namangan Widzów: 9 066 Sędzia: Masoud Tufaylieh |

| 14 czerwca 2022 | Malediwy    | 1:0   | Sri Lanka |                                                                       |
| 14:00 CEST      | Mohamed 63' | (0:0) |           | Stadion Centralny w Namanganie, Namangan Widzów: 920 Sędzia: Ali Reda |

| 14 czerwca 2022 | Uzbekistan                       | 2:0   | Tajlandia |                                                                              |
|                 | Masharipov 8' · Turgʻunboyev 23' | (2:0) |           | Stadion Centralny w Namanganie, Namangan Widzów: 21 405 Sędzia: Hasan Akrami |

### Grupa D
| Lp. | Drużyna    | M | Mecze | Mecze | Mecze | Bramki | Bramki | Bramki | Pkt |
| Lp. | Drużyna    | M | W     | R     | P     | +      | −      | +/−    | Pkt |
| --- | ---------- | - | ----- | ----- | ----- | ------ | ------ | ------ | --- |
| 1.  | Indie      | 3 | 3     | 0     | 0     | 8      | 1      | +7     | 9   |
| 2.  | Hongkong   | 3 | 2     | 0     | 1     | 5      | 5      | 0      | 6   |
| 3.  | Afganistan | 3 | 0     | 1     | 2     | 4      | 6      | −2     | 1   |
| 4.  | Kambodża   | 3 | 0     | 1     | 2     | 2      | 7      | −5     | 1   |

Mecze
| 8 czerwca 2022 | Hongkong               | 2:1   | Afganistan |                                                               |
| 13:30 CEST     | Wong Wai 23' · Orr 27' | (2:0) | 81' Nur    | Salt Lake Stadium, Kolkata Widzów: 1 115 Sędzia: Ahmed Al-Ali |

| 8 czerwca 2022 | Indie                 | 2:0   | Kambodża |                                                               |
| 17:00 CEST     | Chhetri 11' (k.), 60' | (1:0) |          | Salt Lake Stadium, Kolkata Widzów: 26 118 Sędzia: Baraa Aisha |

| 11 czerwca 2022 | Kambodża | 0:3   | Hongkong                                       |                                                                     |
| 13:30 CEST      |          | (0:2) | 19' Orr · 21' Sun Ming Him · 63' Chan Siu Kwan | Salt Lake Stadium, Kolkata Widzów: 1 078 Sędzia: Yousif Saeed Hasan |

| 11 czerwca 2022 | Afganistan    | 1:2   | Indie                     |                                                                     |
| 17:00 CEST      | Zu. Amiri 88' | (0:0) | 86' Chhetri · 90+1' Samad | Salt Lake Stadium, Kolkata Widzów: 44 126 Sędzia: Razlan Joffri Ali |

| 14 czerwca 2022 | Afganistan                | 2:2   | Kambodża                 |                                                              |
| 13:30 CEST      | Shayesteh 16' · Zazai 35' | (2:1) | 37' Thiva · 81' Sokpheng | Salt Lake Stadium, Kolkata Widzów: 982 Sędzia: Payam Heidari |

| 14 czerwca 2022 | Indie                                                 | 4:0   | Hongkong |                                                                  |
| 17:00 CEST      | Ali 1' · Chhetri 45+1' · M. Singh 85' · Pandita 90+3' | (2:0) |          | Salt Lake Stadium, Kolkata Widzów: 48 216 Sędzia: Qasim Al-Hatmi |

### Grupa E
| Lp. | Drużyna      | M | Mecze | Mecze | Mecze | Bramki | Bramki | Bramki | Pkt |
| Lp. | Drużyna      | M | W     | R     | P     | +      | −      | +/−    | Pkt |
| --- | ------------ | - | ----- | ----- | ----- | ------ | ------ | ------ | --- |
| 1.  | Bahrajn      | 3 | 3     | 0     | 0     | 5      | 1      | +4     | 9   |
| 2.  | Malezja      | 3 | 2     | 0     | 1     | 8      | 4      | +4     | 6   |
| 3.  | Turkmenistan | 3 | 1     | 0     | 2     | 3      | 5      | −2     | 3   |
| 4.  | Bangladesz   | 3 | 0     | 0     | 3     | 2      | 8      | −6     | 0   |

Mecze
| 8 czerwca 2022 | Bahrajn                  | 2:0   | Bangladesz |                                                                                |
| 11:15 CEST     | Haram 34' · Al-Aswad 42' | (2:0) |            | Stadion Narodowy Bukit Jalil, Kuala Lumpur Widzów: 826 Sędzia: Tejas Nagvenkar |

| 8 czerwca 2022 | Turkmenistan     | 1:3   | Malezja                                    |                                                                                   |
| 15:00 CEST     | Annadurdyýew 37' | (1:3) | 11' Safawi · 16' Faisal · 45+2' Corbin-Ong | Stadion Narodowy Bukit Jalil, Kuala Lumpur Widzów: 21 591 Sędzia: Omar Al-Yaqoubi |

| 11 czerwca 2022 | Bangladesz | 1:2   | Turkmenistan                  |                                                                                    |
| 11:15 CEST      | Ibrahim 7' | (1:1) | 12' Annadurdyýew · 77' Amanow | Stadion Narodowy Bukit Jalil, Kuala Lumpur Widzów: 5 598 Sędzia: Clifford Daypuyat |

| 11 czerwca 2022 | Malezja     | 1:2   | Bahrajn                    |                                                                                     |
| 15:00 CEST      | Sumareh 55' | (0:0) | 57' Haram · 81' (k.) Helal | Stadion Narodowy Bukit Jalil, Kuala Lumpur Widzów: 63 925 Sędzia: Sadullo Gulmurodi |

| 14 czerwca 2022 | Bahrajn        | 1:0   | Turkmenistan |                                                                                      |
| 11:15 CEST      | Helal 23' (k.) | (1:0) |              | Stadion Narodowy Bukit Jalil, Kuala Lumpur Widzów: 2 970 Sędzia: Nivon Robesh Gamini |

| 14 czerwca 2022 | Malezja                                            | 4:1   | Bangladesz  |                                                                                        |
| 15:00 CEST      | Safawi 16' (k.) · Cools 38' · Syafiq 47' · Lok 73' | (2:1) | 31' Ibrahim | Stadion Narodowy Bukit Jalil, Kuala Lumpur Widzów: 52 964 Sędzia: Zaid Thamer Mohammed |

### Grupa F
| Lp. | Drużyna     | M | Mecze | Mecze | Mecze | Bramki | Bramki | Bramki | Pkt |
| Lp. | Drużyna     | M | W     | R     | P     | +      | −      | +/−    | Pkt |
| --- | ----------- | - | ----- | ----- | ----- | ------ | ------ | ------ | --- |
| 1.  | Tadżykistan | 3 | 2     | 1     | 0     | 5      | 0      | +5     | 7   |
| 2.  | Kirgistan   | 3 | 2     | 1     | 0     | 4      | 1      | +3     | 7   |
| 3.  | Singapur    | 3 | 1     | 0     | 2     | 7      | 5      | +2     | 3   |
| 4.  | Mjanma      | 3 | 0     | 0     | 3     | 2      | 12     | −10    | 0   |

Mecze
| 8 czerwca 2022 | Tadżykistan                                                 | 4:0   | Mjanma |                                                                          |
| 12:30 CEST     | Mabatszojew 9', 57' · M. Dżalilow 56' (k.) · Panjshanbe 84' | (1:0) |        | Stadion im. Dölöna Ömürzakowa, Biszkek Widzów: 50 Sędzia: Ammar Mahfoodh |

| 8 czerwca 2022 | Kirgistan              | 2:1   | Singapur          |                                                                           |
| 17:00 CEST     | Kiczin 77' · Majer 82' | (0:0) | 57' Song Ui-young | Stadion im. Dölöna Ömürzakowa, Biszkek Widzów: 7 322 Sędzia: Feras Taweel |

| 11 czerwca 2022 | Singapur | 0:1   | Tadżykistan     |                                                                             |
| 12:30 CEST      |          | (0:0) | 53' Mabatszojew | Stadion im. Dölöna Ömürzakowa, Biszkek Widzów: 84 Sędzia: Mohammad Ghabayen |

| 11 czerwca 2022 | Mjanma | 0:2   | Kirgistan      |                                                                              |
| 17:00 CEST      |        | (0:2) | 25', 45' Majer | Stadion im. Dölöna Ömürzakowa, Biszkek Widzów: 7 522 Sędzia: Rowan Arumughan |

| 14 czerwca 2022 | Mjanma                                  | 2:6   | Singapur                                                    |                                                                        |
| 12:30 CEST      | Win Naing Tun 53' · Aung Kaung Mann 66' | (0:3) | 9', 54', 69' Fandi · 16' Song Ui-young · 42' Quak · 89' Nor | Stadion im. Dölöna Ömürzakowa, Biszkek Widzów: 0 Sędzia: Bijan Heydari |

| 14 czerwca 2022 | Kirgistan | 0:0   | Tadżykistan |                                                                            |
| 17:00 CEST      |           | (0:0) |             | Stadion im. Dölöna Ömürzakowa, Biszkek Widzów: 17 340 Sędzia: Ko Hyung-jin |

### Ranking drużyn z drugich miejsc
| Gr. | Zespół    | M | W | R | P | Br+ | Br- | +/- | Pkt |
| --- | --------- | - | - | - | - | --- | --- | --- | --- |
| F   | Kirgistan | 3 | 2 | 1 | 0 | 4   | 1   | +3  | 7   |
| A   | Indonezja | 3 | 2 | 0 | 1 | 9   | 2   | +7  | 6   |
| E   | Malezja   | 3 | 2 | 0 | 1 | 8   | 4   | +4  | 6   |
| C   | Tajlandia | 3 | 2 | 0 | 1 | 5   | 2   | +3  | 6   |
| D   | Hongkong  | 3 | 2 | 0 | 1 | 5   | 5   | 0   | 6   |
| B   | Filipiny  | 3 | 1 | 1 | 1 | 1   | 4   | -3  | 4   |

## Strzelcy

### 11 goli
- Ali Mabkhout

### 10 goli
- Eldor Shomurodov

### 9 goli
- Takumi Minamino
- Jusuf as-Sulajman

### 8 goli
- Wu Lei
- Yūya Ōsako

### 7 goli
- Sunil Chhetri
- Karim Ansarifard
- Sardar Azmun
- Safawi Rasid
- Omar Al Somah

### 6 goli
- Harry Souttar
- Baha’ Faisal
- Almoez Ali
- Kim Shin-wook
- Oday Dabbagh
- Ikhsan Fandi
- Mahmoud Al Mawas

### 5 goli
- Jamie Maclaren
- Kamil Al-Aswad
- Yang Xu
- Mohanad Ali
- Mirłan Murzajew
- Mohamadou Sumareh
- Altymyrat Annadurdyýew
- Jaloliddin Masharipov
- Nguyễn Tiến Linh
- Fábio Virginio de Lima

### 4 gole
- Salim ad-Dausari
- Salman Al-Faraj
- Mathew Leckie
- Elkeson
- Akram Afif
- Fikri Shahrel Muhammad
- Rabia Al-Alawi

### 3 gole
- Saleh Al-Shehri
- Jackson Irvine
- Adam Taggart
- Ismail Abdullatif
- Alan
- Wu Xi
- Ángel Guirado
- Jason Cunliffe
- Matt Orr
- Witan Sulaeman
- Mahdi Taremi
- Kyōgo Furuhashi
- Daichi Kamada
- Ado Onaiwu
- Keo Sokpheng
- Güldżigit Ałykułow
- Edgar Bernhardt
- Alimardon Szukurow
- Son Heung-min
- Bader Al-Mutawa
- Hilal El-Helwe
- Arslanmyrat Amanow
- Syafiq Ahmad
- Nordżmoogijn Cedenbal
- Anjan Bista
- Yaser Hamed
- Tamer Seyam
- Manuczehr Dżalilow
- Szerwoni Mabatszojew

### 2 gole
- Farszad Nur
- Fahad Al-Muwallad
- Abdulfattah Asiri
- Mitchell Duke
- Ali Haram
- Abdulla Yusuf Helal
- Hashim Sayed Isa
- Ali Madan
- Mohammad Ibrahim
- Razimie Ramlli
- Zhang Yuning
- John-Patrick Strauß
- Evan Dimas
- Beto Gonçalves
- Ali Adnan
- Mohammad Mohebi
- Ahmad Nurollahi
- Kaweh Rezaei
- Takuma Asano
- Shō Inagaki
- Junya Itō
- Hidemasa Morita
- Omar Al-Dahi
- Mohsen Qarawi
- Hamza Al-Dararadreh
- Ahmad Ersan
- Mubarak Al-Faneni
- Hassan Al-Haydos
- Abdulaziz Hatem
- Ali Olwan
- Walerij Kiczin
- Wiktor Majer
- Hwang Hee-chan
- Hwang Ui-jo
- Kwon Chang-hoon
- Joan Oumari
- Soony Saad
- Ali Ashfaq
- Lawrence Corbin-Ong
- Akhyar Rashid
- Hlaing Bo Bo
- Suan Lam Mang
- Ganbayar Ganbold
- Muhsen Al-Ghassani
- Khalid Al-Hajri
- Abdul Aziz Al-Muqbali
- Abdullah Fawaz
- Saleh Chihadeh
- Mohammed Yameen
- Song Ui-young
- Hafiz Nor
- Ahmed Waseem Razeek
- Aias Aosman
- Mardik Mardikian
- Aliszer Dżaliłow
- Ehson Pandższanbe
- Szahron Samijew
- Teerasil Dangda
- Supachok Sarachat
- Wahyt Orazsähedow
- Odil Ahmedov
- Nguyễn Quang Hải
- Quế Ngọc Hải

### 1 gol
- Zubayr Amiri
- Zelfy Nazary
- Faysal Shayesteh
- Amredin Sharifi
- Hossein Zamani
- Mustafa Zazai
- Abdullah Al-Hamdan
- Ali Al-Hassan
- Yasser Al-Shahrani
- Martin Boyle
- Ajdin Hrustić
- Fran Karacic
- Aaron Mooy
- Trent Sainsbury
- Mohammed Al-Hardan
- Mohamed Al-Romaihi
- Jasim Al-Shaikh
- Sayed Dhiya Saeed
- Biplu Ahmed
- Topu Barman
- Robiul Hasan
- Saad Uddin
- Tshering Dorji
- Jin Jingdao
- Liu Binbin
- Tan Long
- Wu Xinghan
- Zhang Xizhe
- Chen Yi-wei
- Gao Wei-jie
- Hsu Heng-pin
- Wen Chih-hao
- Wu Chun-ching
- Mark Hartmann
- Gerrit Holtmann
- Mike Ott
- Javier Patiño
- Iain Ramsay
- Patrick Reichelt
- Stephan Schröck
- Devan Mendiola
- Isiah Lagutang
- Marcus Lopez
- Shane Malcolm
- John Matkin
- James Ha
- Chan Siu Kwan
- Roberto
- Sun Ming Him
- Tan Chun Lok
- Wong Wai
- Anwar Ali
- Seiminlen Doungel
- Adil Khan
- Ishan Pandita
- Sahal Abdul Samad
- Manvir Singh
- Fachruddin Aryanto
- Irfan Bachdim
- Elkan Baggott
- Dimas Drajad
- Marselino Ferdinan
- Rachmat Irianto
- Ricky Kambuaya
- Marc Klok
- Egy Maulana
- Saddil Ramdani
- Ramai Rumakiek
- Kadek Agung Widnyana
- Alaa Abbas
- Amjad Attwan
- Ibrahim Bayesh
- Safaa Hadi
- Ahmad Ibrahim Khalaf
- Bashar Resan
- Wahid Amiri
- Szodża Chalilzade
- Alireza Dżahanbachsz
- Mahdi Gajedi
- Ali Gholizadeh
- Hosejn Kananizadegan
- Mehrdad Mohammadi
- Milad Mohammadi
- Morteza Puraligandżi
- Wataru Endō
- Genki Haraguchi
- Kento Hashimoto
- Kō Itakura
- Hayao Kawabe
- Kensuke Nagai
- Yūto Nagatomo
- Shōya Nakajima
- Shō Sasaki
- Maya Yoshida
- Nasser Al-Gahwashi
- Abdulwasea Al-Matari
- Salem Al-Ajalin
- Mahmoud Al-Mardi
- Yazan Al-Naimat
- Noor Al-Rawabdeh
- Yazan Abu Arab
- Ahmed Samir
- Feras Shelbaieh
- Reung Bunheing
- Sieng Chanthea
- Sath Rosib
- Kouch Sokumpheak
- Sos Suhana
- Brak Thiva
- Chan Vathanaka
- Soeuy Visal
- Yusuf Abdurisag
- Karim Boudiaf
- Abdelkarim Hassan
- Boualem Khoukhi
- Abay Bokolejew
- Tamirłan Kozubajew
- Farhat Musabekow
- Tursunali Rustamow
- Jung Sang-bin
- Jung Woo-young
- Kim Young-gwon
- Lee Dong-gyeong
- Na Sang-ho
- Nam Tae-hee
- Song Min-kyu
- Redha Abujabarah
- Fahd al-Ansari
- Faisal Ajab Al-Azemi
- Fahed al-Hajri
- Shabib Al-Khaldi
- Hussain Al-Musawi
- Fahad Al-Rashidi
- Abdullah Mawei
- Faisal Zayid
- Rabih Ataya
- Mohamad Kdouh
- Nader Matar
- Hasan Matuk
- Filipe Duarte
- Ali Fasir
- Naiz Hassan
- Ibrahim Mahudhee
- Hamza Mohamed
- Travis Nicklaw
- Ali Samooh
- Dion Cools
- Brendan Gan
- Guilherme
- Darren Lok
- Faiz Nasir
- Faisal Halim
- Idlan Norshahrul Talaha
- Aung Kaung Mann
- Aung Thu
- Maung Maung Lwin
- Win Naing Tun
- Dölgöön Amaraa
- Narabold Nyam-Osor
- Oyunbaataryn Mijiddorj
- Darshan Gurung
- Nawayug Shrestha
- Arshad Al-Alawi
- Mohammed Al-Ghafri
- Amran Al-Hidi
- Mohsin Al-Khaldi
- Hassan Bashir
- Mahmoud Abu Warda
- Mohammed Bassim
- Islam Batran
- Faris Ramli
- Gabriel Quak
- Safuwan Baharudin
- Shakir Hamzah
- Firas Al Khatib
- Ward Al Salama
- Khaled Mobayed
- Osama Omari
- Szeriddin Bobojew
- Dawrondżon Ergaszew
- Dżahongir Ergaszew
- Komron Tursunow
- Farhod Wasijew
- Theerathon Bunmathan
- Pansa Hemviboon
- Adisak Kraisorn
- Suphanat Mueanta
- Ekanit Panya
- Thitipan Puangchan
- Narubadin Weerawatnodom
- Chanathip Songkrasin
- Worachit Kanitsribampen
- Sarach Yooyen
- João Pedro
- Walter Gama
- Güýçmyrat Annagulyýew
- Zafar Babajanow
- Abdy Bäşimow
- Mihail Titow
- Jamshid Iskanderov
- Dostonbek Khamdamov
- Sanjar Kodirkulov
- Farrukh Sayfiev
- Igor Sergeyev
- Otabek Shukurov
- Islom Tukhtakhodjaev
- Azizbek Turgʻunboyev
- Oston Urunov
- Đỗ Duy Mạnh
- Nguyễn Công Phượng
- Trần Minh Vương
- Vũ Văn Thanh
- Tareq Ahmed
- Caio Canedo Corrêa
- Khalil Ibrahim
- Mohammed Jumaa
- Mahmoud Khamis
- Ali Salmeen
- Sebastián Tagliabúe

### Gole samobójcze
- Ovays Azizi (dla Indii)
- Zhang Linpeng (dla Syrii)
- Chen Wei-chuan (dla Kuwejtu)
- Travis Nicklaw (dla Malediwów)
- Marcus Lopez (dla Filipin)
- Fung Hing Wa (dla Iraku)
- Ahmed Al-Wajeeh (dla Palestyny)
- Sor Rotana (dla Iranu)
- Soeuy Visal (dla Iranu)
- Khash-Erdene Tuya (dla Japonii)
- Irfan Fandi (dla Uzbekistanu)